# Pierre Cottrell
Pour les articles homonymes, voir Cottrell.
Pierre Cottrell est un producteur de cinéma français né à Béthune le 29 août 1945 et mort dans le 14e arrondissement de Paris le 23 juillet 2015,. Il a notamment participé à la création des Films du Losange avec Barbet Schroeder et Éric Rohmer. Il a notamment travaillé avec Éric Rohmer, Jean Eustache et Jacques Rivette.

## Biographie
Pierre Cottrell est d'ascendance békée par son père, d'une famille originaire de Birmingham, installée à la Martinique à la fin du XVIIIe siècle au moment de l'occupation anglaise.
Il est deuxième assistant réalisateur pour Éric Rohmer pour La Carrière de Suzanne. En 1966, quand Rohmer tourne La Collectionneuse, il est chargé par Rohmer de rédiger un scénario pendant le tournage pour obtenir l'avance sur recettes. Il sympathise aussi très tôt avec Jean Eustache pour lequel il produit La Maman et la Putain ainsi que Mes petites amoureuses.
À la fin des années 1970, il travaille aux États-Unis avec le producteur indépendant Roger Corman ainsi qu'avec Peter Bogdanovich.
En 2011, la Cinémathèque française lui consacre une rétrospective du 22 juin au 10 juillet 2011.

## Filmographie[5]
- 2015 : Shah Bob (producteur associé)
- 2001 : L'Anglaise et le Duc (producteur associé)
- 1998 : La Petite Marchande de roses (producteur associé)
- 1982 : L'État des choses (producteur associé)
- 1981 : Le Territoire (producteur)
- 1980 : Lightning Over Water ou Nick's Movie (producteur)
- 1978 : Couleur chair (producteur exécutif)
- 1978 : Saint Jack (producteur exécutif)
- 1977 : L'Ami américain (producteur associé)
- 1975 : Vincent mit l'âne dans un pré (et s'en vint dans l'autre) (producteur exécutif)
- 1974 : Mes petites amoureuses (producteur)
- 1973 : La Maman et la Putain (producteur exécutif)
- 1972 : L'Amour l'après-midi (producteur)
- 1971 : Valparaiso, Valparaiso (producteur associé)
- 1970 : Le Genou de Claire (producteur)
- 1969 : Ma nuit chez Maud (producteur)
- 1969 : More (producteur associé)
- 1968 : The Wild Racers (producteur associé)